# 田下啓子
田下 啓子（たおり けいこ、1947年4月26日 - ）は、日本の著作家、映画プロデューサー、産業カウンセラー。
夫はマーケティングリサーチャー、経営者の田下憲雄。
福岡県北九州市出身。国立音楽大学卒。

## 著作
- 「原色の女 : もうひとつの『智恵子抄」（彩流社）1988年[2]
- 「拝啓宮澤賢治さま : 不安の中のあなたへ」（彩流社）2015年[3]
- 「樋口一葉、恋の行方: 女流作家の知られざる姿」（Amazon kindle）2022年
- 「空飛ぶ宮沢賢治！: おしゃれでおちゃめな花巻の青年」（Amazon kindle）2022年

## 映画プロデュース
- 「真艫の風」2014年
- 「どこかに美しい村はないか～幻想の村遠野・児玉房子ガラス絵の世界より～」2020年[4]